# 周銓 (天順進士)
周銓（1429年—？），字秉衡，直隸興化縣人，明朝政治人物。進士出身。

## 生平
雲南鄉試第七名。天順四年（1460年）庚辰科會試第四十名，殿試登進士第三甲第三十名。天順七年十二月（1464年）擢主事。

## 家族
曾祖父周仲良。祖父周海。父亲周昴。